# Pallamano maschile ai XVI Giochi del Mediterraneo - Qualificazioni gruppo B
Tutte le partite relative alle Qualificazioni del Gruppo B per il torneo di Pallamano maschile ai XVI Giochi del Mediterraneo si sono svolte al Palasport "Giovanni Paolo II" di Pescara.

## Classifica
| Gruppo B             | Gruppo B | Gruppo B | Gruppo B | Gruppo B | Gruppo B | Gruppo B | Gruppo B | Gruppo B |
| Squadra              | G        | V        | N        | P        | F        | S        | D        | PT       |
| -------------------- | -------- | -------- | -------- | -------- | -------- | -------- | -------- | -------- |
| Turchia              | 4        | 3        | 0        | 1        | 119      | 105      | +14      | 6        |
| Tunisia              | 4        | 3        | 0        | 1        | 113      | 109      | +4       | 6        |
| Grecia               | 4        | 2        | 0        | 2        | 113      | 114      | -1       | 4        |
| Italia               | 4        | 1        | 0        | 3        | 106      | 105      | +1       | 2        |
| Bosnia ed Erzegovina | 4        | 1        | 0        | 3        | 105      | 123      | -18      | 2        |

## Incontri
| Pescara 27 giugno 2009, ore 16:00 | Turchia | 29 – 30 referto | Bosnia ed Erzegovina | Palasport "Giovanni Paolo II" |

| Pescara 27 giugno 2009, ore 20:00 | Tunisia | 33 – 28 referto | Grecia | Palasport "Giovanni Paolo II" |

| Pescara 28 giugno 2009, ore 16:00 | Bosnia ed Erzegovina | 24 – 26 referto | Tunisia | Palasport "Giovanni Paolo II" |

| Pescara 28 giugno 2009, ore 18:00 | Italia | 24 – 28 referto | Turchia | Palasport "Giovanni Paolo II" |

| Pescara 29 giugno 2009, ore 16:00 | Tunisia | 26 – 25 referto | Italia | Palasport "Giovanni Paolo II" |

| Pescara 29 giugno 2009, ore 20:00 | Grecia | 36 – 26 referto | Bosnia ed Erzegovina | Palasport "Giovanni Paolo II" |

| Pescara 30 giugno 2009, ore 16:00 | Italia | 25 – 26 referto | Grecia | Palasport "Giovanni Paolo II" |

| Pescara 30 giugno 2009, ore 18:00 | Turchia | 32 – 28 referto | Tunisia | Palasport "Giovanni Paolo II" |

| Pescara 1º luglio 2009, ore 16:00 | Grecia | 23 – 30 referto | Turchia | Palasport "Giovanni Paolo II" |

| Pescara 1º luglio 2009, ore 20:00 | Bosnia ed Erzegovina | 25 – 32 referto | Italia | Palasport "Giovanni Paolo II" |